# Allium olympicum
Allium olympicum — трав'яниста рослина родини амарилісових, поширена у Греції й Туреччині.

## Опис
Цибулина яйцеподібна, діаметром 0,8–1 см; зовнішні оболонки чорнуваті, смугасті. Стебло заввишки 30–50 см. Листків 2–3, вузьколінійні, 3–4,5 мм завширшки, плоскі. Зонтик півсферичний, 2–3 см діаметром, багатоквітковий, щільний. Оцвітина коротко-дзвінчаста; сегменти фіолетово-червоні або бузково-рожеві, яйцеподібні, 3–4 мм, тупі. Пиляки фіолетові. Коробочка кругло-тригонна, ≈ 3 мм.

## Поширення
Поширення: Егейські острови (Калімнос), північ Туреччини.
Населяє ялицеві та соснові ліси, зарості чагарникового ялівцю, альпійські пасовища над лінією дерева, трапляється на висотах 1300–2800 м.